# Lathys subviridis
Lathys subviridis är en spindelart som beskrevs av Denis 1937. Lathys subviridis ingår i släktet Lathys och familjen kardarspindlar.
Artens utbredningsområde är Algeriet. Inga underarter finns listade i Catalogue of Life.